# Macromotettix longtanensis
Macromotettix longtanensis är en insektsart som beskrevs av Zheng, Z. och G. Jiang 2003. Macromotettix longtanensis ingår i släktet Macromotettix och familjen torngräshoppor. Inga underarter finns listade i Catalogue of Life.